# Огньово (Казанський район)
Огньо́во (рос. Огнёво) — село у складі Казанського району Тюменської області, Росія.
Стара назва — Огньова.
Населення — 489 осіб (2010, 517 у 2002).
Національний склад станом на 2002 рік:
- росіяни — 91 %